# Rainbow City (Alabama)
Rainbow City – miasto w Stanach Zjednoczonych, w stanie Alabama, w hrabstwie Etowah. W roku 2023 miasto zamieszkiwały 10 322 osoby, a gęstość zaludnienia wynosiła 157,3 osoby/km².